# 44M Zrínyi
A 44M Zrínyi második világháborús magyar rohamágyú, a Magyar Királyi Honvédség számára Magyarországon kifejlesztve. Sorozatgyártására a nyersanyaghiány miatt nem került sor. Zrínyi 75 vagy Zrínyi I néven is ismert.

## Története
1942-ben a Magyar Királyi Honvédség vezetői felismerték a németek által gyártott Stug III-as rohamlöveg előnyeit a gyalogság támogatására ezért elhatározták egy rohamlöveg-család kifejlesztését. Két változatot rendeltek a meglévő Turán harckocsi alvázának felhasználásával, az egyik a 105 mm-es 40M tarackkal szerelt 42M Zrínyi II rohamtarack és a 75 mm-es hosszú csövű harckocsi ágyúval szerelt 44M Zrínyi I. páncélvadász. A sikeres próbák után a 105 mm-es tarackágyúval felszerelt Zrínyi II változatát 1943 tavaszán kezdték el gyártani, amelyből 1944-ig 60-66 darab került a csapatokhoz. A Zrínyi I páncélvadászból pedig csak a prototípus épült meg. 1944 júniusában Kelet-Galíciában vetették be először a Zrínyi II-t ahol jól teljesített, a jelentések szerint 105 mm-es tarack szinte mindent megsemmisített, hatalmas veszteséget okozva az ellenségnek. Nagy sikereket ért el a harckocsikkal támadó gyalogság felmorzsolásában. Azonban a tankok ellen nem volt elég a löveg páncélátütő képessége amely a páncélos rövid csövéből adódó kis kezdősebesség miatt volt. A személyzet megbízható, jól kezelhető típusnak tartotta.

## Egyéb adatok
Ezt a rohamlöveget gyártották 105 mm űrméretű tarackkal is Zrínyi II. néven.

### Bibliográfia
- Bonhardt Attila–Sárhidai Gyula–Winkler László: A Magyar Királyi Honvédség fegyverzete, Bp., Zrínyi Kiadó, pp. 98–99
- A Haditechnika c. folyóirat